# Cassi Dionisi
Cassi Dionisi (llatí: Cassius Dionysius; grec antic: Κάσσιος Διονύσιος) va ser un agrònom grec nascut a Útica que va traduir un tractat d'agricultura del cartaginès Magó del púnic al grec. Alguns el situen entorn del 90 aC, mentre que d'altres entorn del 40 aC.
Columel·la explica que els vint-i-vuit llibres originals de Magó els va reduir a vint, per bé que hi va afegir nombrosos passatges. El dedicà al pretor Sextili. Posteriorment, Diòfanes de Bitínia en va fer un resum en només sis llibres. Encara consta una segona obra de Dionís, intitulada ῥιζοτομικά ('herborització'). Les obres de Dionís s'han perdut, però gràcies a Cassià Bas, autor de la famosa obra Geopònica sobre la terra i l'agricultura, s'han preservat fragments de la seva obra. Amb l'excepció dels fragments que es troben a la Geopònica, els llibres de Cassi han desaparegut.